# Sant'Agata del Bianco
Sant'Agata del Bianco és un municipi situat al territori de la Ciutat metropolitana de Reggio de Calàbria, a la regió de la Calàbria, (Itàlia).
Sant'Agata del Bianco limita amb els municipis d'Africo, Bruzzano Zeffirio, Caraffa del Bianco, Casignana, Ferruzzano, Samo i San Luca.